# Mistrzostwa Ameryki Południowej w Biegach Przełajowych 2010
25.  Mistrzostwa Ameryki Południowej w biegach przełajowych – zawody lekkoatletyczne, które odbyły się 27 lutego 2010 roku w ekwadorskim mieście Guayaquil.
W mistrzostwach nie wzięły udziału reprezentacje Argentyny, Boliwii, Paragwaju, Surinamu, Panamy oraz Gujany.

## Rezultaty

### Mężczyźni
| Konkurencja:                | Złoto            | Wynik | Srebro          | Wynik | Brąz                    | Wynik |
| Seniorzy (12 km)            | Miguel Almachi   | 35:53 | Gilberto Lopes  | 35:55 | Alexander de los Santos | 35:56 |
| Juniorzy (8 km)             | Jorge Luis Arias | 24:25 | Willy Canchanya | 24:34 | Juan Adrián Pillajo     | 25:00 |
| Juniorzy młodsi (4 km)      | Ioran Fernandes  | 11:55 | Jerson Orellana | 11:57 | Marcos Guamán           | 12:03 |
| Seniorzy – drużynowo        | Brazylia         |       | Ekwador         |       | Peru                    |       |
| Juniorzy – drużynowo        | Ekwador          |       | Brazylia        |       | Peru                    |       |
| Juniorzy młodsi – drużynowo | Ekwador          |       | Brazylia        |       | Chile                   |       |

### Kobiety
| Konkurencja:                 | Złoto             | Wynik | Srebro          | Wynik | Brąz             | Wynik |
| Seniorki (8 km)              | Inés Melchor      | 27:16 | Ángela Figueroa | 27:17 | Rosa Alba Chacha | 27:25 |
| Juniorki (6 km)              | Jovana de da Cruz | 20:52 | Soledad Torres  | 20:53 | Eliona Delgado   | 20:54 |
| Juniorki młodsze (3 km)      | Charo Inga        | 9:47  | Mery Rojas      | 10:07 | Jéssica Soares   | 10:07 |
| Drużynowo – seniorki         | Peru              |       | Ekwador         |       | Brazylia         |       |
| Juniorki – drużynowo         | Peru              |       | Brazylia        |       | Ekwador          |       |
| Juniorki młodsze – drużynowo | Peru              |       | Brazylia        |       | Ekwador          |       |